# Ernst Bosch
Ernst Bosch (Krefeld, 23 marzo 1834 – Düsseldorf, 22 marzo 1917) è stato un pittore tedesco.

## Biografia

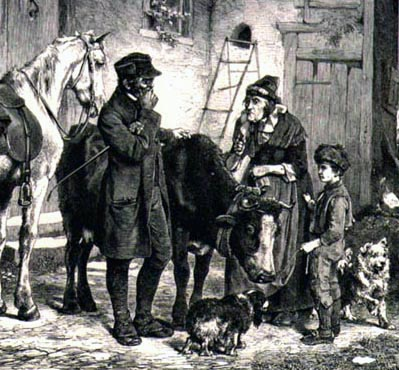
Ernst Bosch:A Serious Case (un caso serio)

Studiò con Joseph Schex a Wesel, poi durante gli anni dal 1851 al 1856 studiò alla Kunstakademie Düsseldorf.
In seguito diventò presidente della Kunstverein Düsseldorf e fece parte della scuola di pittura di Düsseldorf di Friedrich Wilhelm Schadow.